# Devon Myles Brown
Devon Myles William Brown (Westville, 21 maggio 1992) è un nuotatore sudafricano.

## Biografia
Il 3 dicembre 2014 ai Campionati mondiali di nuoto in vasca corta di Doha 2014 ha fatto parte della staffetta 4x100 metri stile libero con i connazionali Leith Shankland (48"05), Jimmie Clayton (47"89) e Calvyn Justus (48"32) che facendo registrare il tempo di 3'12"87 ha stabilito il record africano nella specialità. Il suo tempo personale di frazione è stato di 48"61. Il giorno successivo ha stabilito anche il record africano nella staffetta 4x200 metri stile libero con Sebastien Rousseau (1'43"96), Chad le Clos (1'40"61) e Leith Shankland (1'44"31). Il suo tempo è stato di 1'43"45.
Ha rappresentato il Sudafrica ai Giochi olimpici estivi di Rio de Janeiro 2016, concorrento nei 200 e 400 metri stile libero e nella staffetta 4x200 metri stile libero maschile.

## Record africani del nuoto
| Specialità                     | Tempo   | Evento                                           | Luogo | Data            | Note  |
| ------------------------------ | ------- | ------------------------------------------------ | ----- | --------------- | ----- |
| Staffetta 4x100 m stile libero | 3'12"87 | Campionati mondiali di nuoto in vasca corta 2014 | Doha  | 3 dicembre 2014 | [ 1 ] |
| Staffetta 4x200 m stile libero | 6'52"13 | Campionati mondiali di nuoto in vasca corta 2014 | Doha  | 4 dicembre 2014 | [ 2 ] |

## Palmarès
- Campionati africani

Casablanca 2010: oro nella 4x200m sl, bronzo nei 400m sl, negli 800m sl e nei 400m misti.
Nairobi 2012: oro nei 100m sl, nei 200m sl, nei 400m sl, negli 800m sl, nei 1500m sl, nella 4x100m sl e nella 4x200m sl, argento nei 200m dorso, bronzo nei 200m farfalla e nella 4x100m misti.
Bloemfontein 2016: oro nei 100m sl, nei 200m sl, nella 4x100m sl, nella 4x200m sl e nella 4x100m sl mista.
- Giochi del Commonwealth

Glasgow 2014: bronzo nella 4x200 m sl